# Farbror Johannes ankomst till Stockholm eller Hvad en glad frukost på Metropol kan ställa till
Farbror Johannes ankomst till Stockholm eller Hvad en glad frukost på Metropol kan ställa till är en svensk svartvit komedifilm från 1912 i regi av Algot Sandberg. Sandberg medverkar även som skådespelare tillsammans med bland andra Victor Arfvidson, Herman Lantz och Axel Gutterman.

## Om filmen
Inspelningen ägde rum 1912 i AB Svenska Biografteaterns ateljé på Lidingö samt på Restaurang Metropol vid Norrmalmstorg i Stockholm. Fotograf var Julius Jaenzon och filmen premiärvisades den 12 februari 1912 på Röda Kvarn (Sveasalen) i Stockholm.

## Handling
Riksdagsmannen Johannes kommer för första gången till Stockholm och blir yr i huvudet av det myckna folkmyllret. Vid biografen Röda Kvarn träffar han några bekanta och tillsammans beger de sig till restaurang Metropol för att där äta frukost. Vännerna är dock stora skämtare och under natten göra de Johannes nattvila till en mardröm. Nästa dag vill inte Johannes känna vid sina kamrater utan skrider med värdig hållning till riksdagshuset.

## Rollista
- Victor Arfvidson – farbror Johannes
- Algot Sandberg – ej identifierad roll
- Axel Gutterman – ej identifierad roll
- Herman Lantz – ej identifierad roll
- Fritiof Malmsten – cykelakrobat
- Helge Malmsten – cykelakrobat
- Gustaf Mattelin – cykelakrobat
- Trudi Berger – cykelakrobat
- Negrita Malmsten – cykelakrobat